# Sông Hooghly

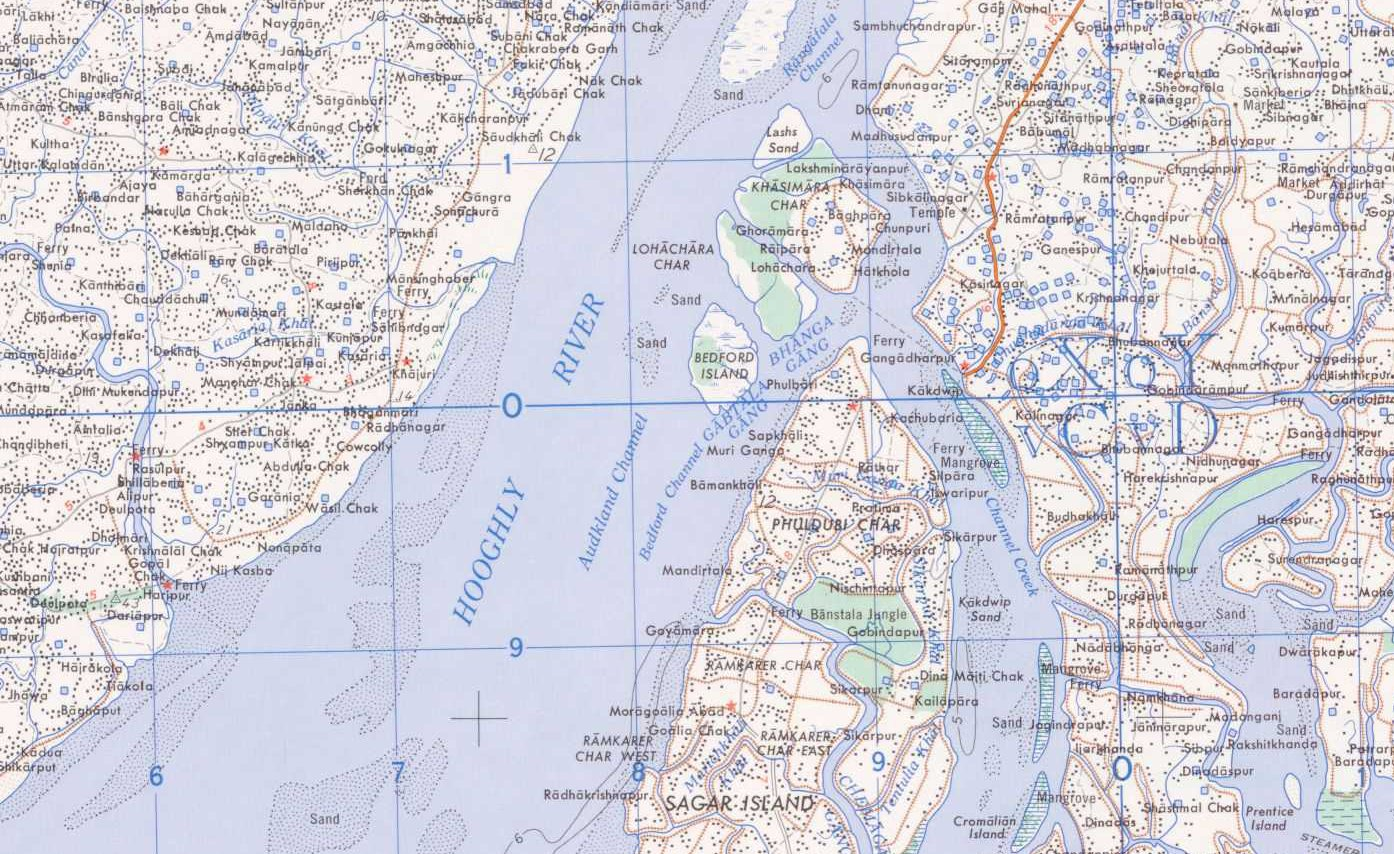
Bản đồ sông Hooghly

Sông Hooghly (tiếng Bengal হুগলী, Hugli; cũng được Anh hóa thành Hoogli và Hugli) hay Bhāgirathi-Hooghly,là một phân lưu dài 260 kilômét (160 mi) của sông Hằng (Ganges) tại bang Tây Bengal, Ấn Độ. Sông tách khỏi sông Hằng tại quận Murshidabad ở đập Farakka. Thị trấn Hugli-Chinsura, tên cũ là Hooghly, nằm ven sông, tại quận Hooghly. Nhuồn gốc của tên gọi Hooghly không được xác định rõ và người ta không biết tên thành phố hay tên sông là có trước.

## Khởi nguồn

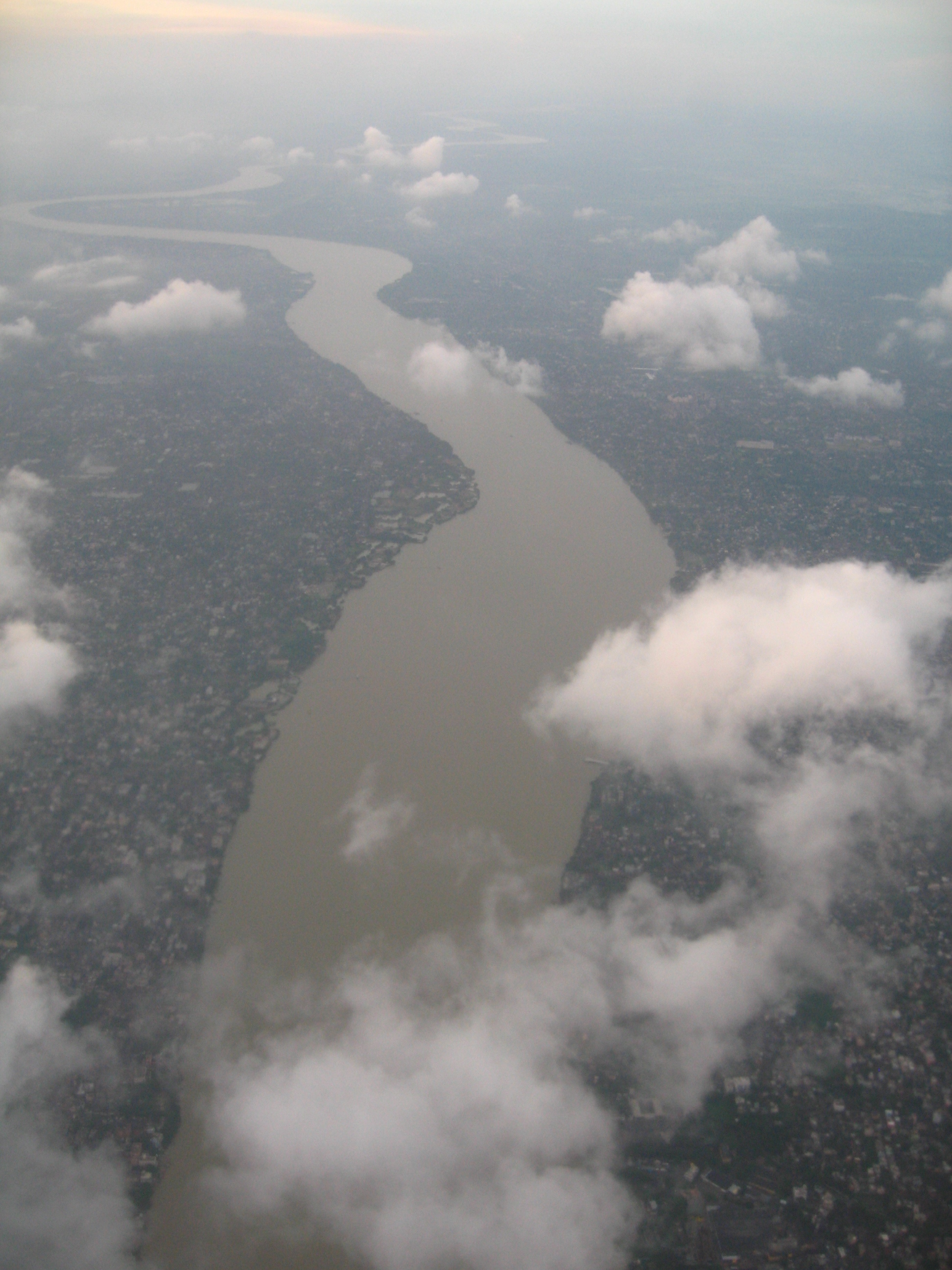
Sông Hooghly nhìn từ thị trấn Bally, Howrah.

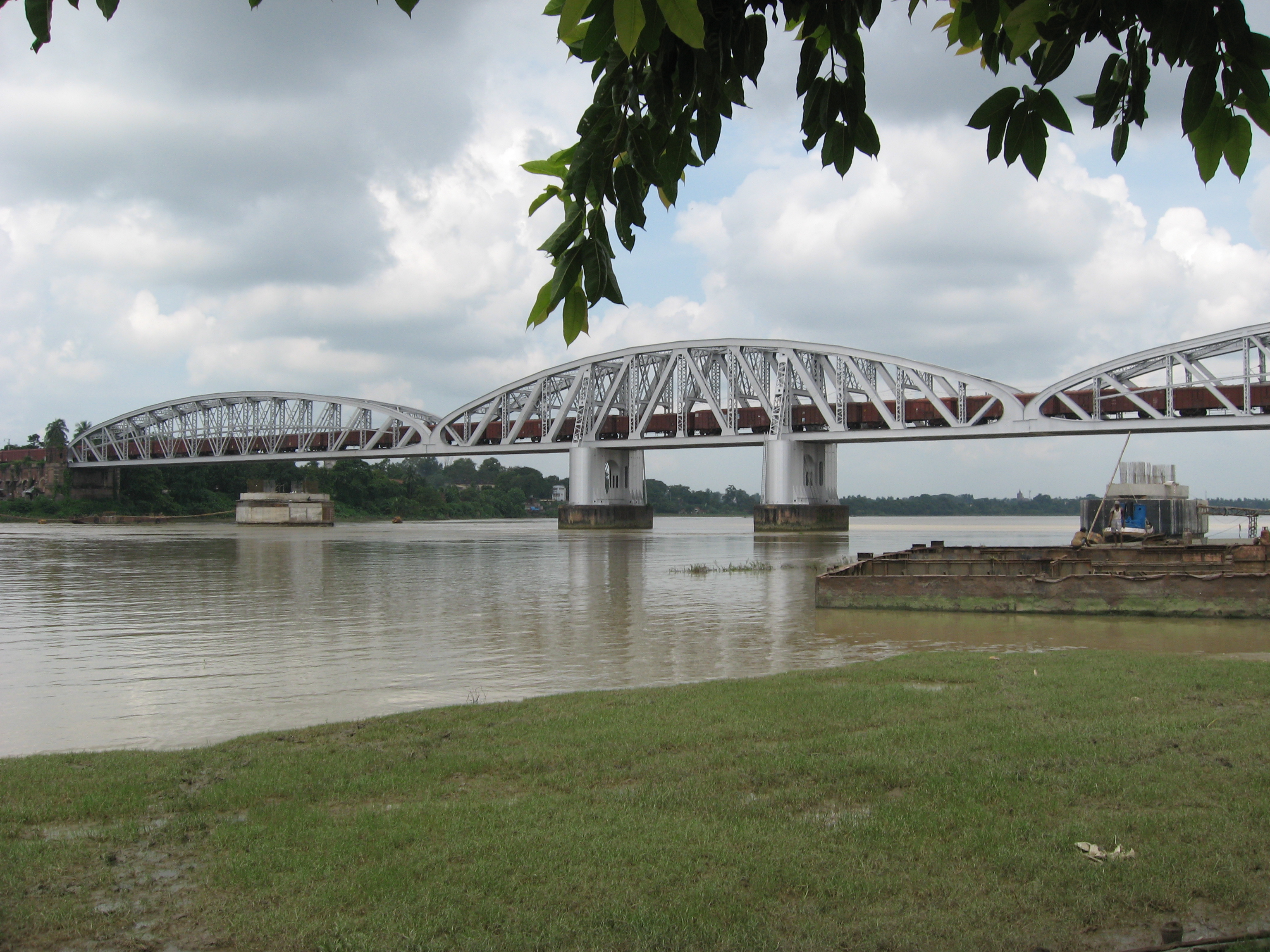
Cầu Jubilee trên sông Hooghly giữa Naihati và Bandel

Farakka là đập chuyển nước từ sông Hằng và một kênh đào gần thị trấn Tildanga thuộc quận Murshidabad. Đập cung cấp nước cho Hooghly ngay cả trong mùa khô. Kênh đào chảy song song với sông Hằng, qua Dhulian, cho đến phía trên của Jahangirpur nơi kênh đào kết thúc và đổ vào dòng chảy của Hooghly. Ngay phía nam Jahangirpur sông rời khỏi khu vực sông Hằng và chảy về phía nam qua Jiaganj Azimganj, Murshidabad, và Baharampur. Phía nam Baharampur và phía bắc của Palashi sông là ranh giới giữa các quận Bardhaman và Nadia. Sông tiếp tục chảy về phía nam đến Katwa, Navadwip và Kalna. Tại Kalna sông tạo thành ranh giới giữa quận Nadia và quận Hooghly, và sau đó là giữa quận Hooghly và quận Bắc 24 Parganas. Sông chảy qua Halisahar, Chunchura, Rishra, và Kamarhati. Ngay trước khi tiến đến hai thành phố song sinh là Kolkata (Calcutta) và Howrah, sông chuyển hướng tây nam. Tại Nurpur sông qua dòng chảy cũ của sông Hằng of the rồi đổ vào vịnh Bengal. Hai trong số các chi lưu của sông là Damodar và Rupnarayan.

## Thủy triều
Thủy triều lên nhanh trên sông Hooghli, và là một điển hình cho các hiện tượng trên sông được gọi là "triều dâng" (tidal bore). Hiện tượng này bao gồm các cơn sóng thủy triều kéo đến, đột ngột qua cửa sông kéo đến, và thường cao vượt quá 7 foot (2,1 m). Triều dâng lên cao tại Calcutta, và thường phá hủy các tàu thuyền nhỏ. Chênh lệch giữa mức nước thấp nhất tại điểm thấp nhất vào mùa khô và mức nước cao nhất tại điểm cao nhất vào mùa mưa từng được ghi nhận là 20 foot 10 inch (6,35 m). Thủy triều dâng lớn nhất là khoảng 16 foot (4,9 m), diễn ra vào tháng 3, tháng 4 hoặc tháng 5 - và giảm xuống trong mùa mưa là 10 foot (3,0 m), và nhỏ nhất là 3 foot 6 inch (1,07 m).

## Lịch sử
Vùng phía trên của sông thường được gọi là Bhāgirathi cho đến khi cái tên Hooghly trở nên phổ biến. Từ Bhāgirathi nghĩa là "gây ra bởi Bhagiratha", một hoàng tử thần thoại của vương triều Sagar, ông đã mang sông Hằng từ trên trời xuống trái đất.
Sông là một tuyến giao thông đường thủy quan trọng trong lịch sử thời kỳ đầu của Bengal, và sau đó là với thương mại thời thuộc địa. Dòng sông là một trong những lý do khiến thực dân Anh định cư tại đây. Thuộc địa của Hà Lan/Pháp Chandannagar trên Hooghly từng là một đối thủ của Calcutta thuộc Anh, song đã bị lu mờ sau chiến tranh giành thuộc địa vào thế kỷ 18. Đôi bờ sông đã là nơi diễn ra nhiều trận chiến và giao trong thời kỳ thuộc địa như trận Plassey Palashi, cũng như chống lại những người Maratha. Bên bờ đông của sông có một số thị trấn lịch sử và phồn thịnh như Murshidabad, Jangipur và Ziaganj.
Năm 1974, đập Farakka bắt đầu chuyển hướng nước vào Hooghly trong mùa khô nhằm làm giảm khó khăn trong việc thông thương ở cảng Kolkata. Giống như phần cón lại của sông Hằng, Bhāgirathi-Hooghly được những người Ấn Độ giáo coi là một nơi linh thiêng, và nước sông cũng được coi là linh thiêng.

## Kinh tế
Hệ thống sông Bhāgirathi-Hooghly có vị trí quan trọng trong đời sống của người dân Tây Bengal. Thông qua sông này, công Ty Đông Ấn đã đến Bengal và lập điểm thương mại của họ là - Calcutta, và về sau phát triển thành một trong những thành phố lớn nhất thế giới và từng là thủ đô của Ấn Độ thuộc Anh.
Sông cung cấp nước để tưới tiêu, sinh hoạt và công nghiệp cho vùng đồng bằng Tây Bengal trong hàng thế kỷ. Sông là hệ thống giao thông đường thủy chính trong khu vực với lưu lượng giao thông rất lớn. Trong một thời gian dài, cảng Calcutta Port là cảng lớn nhất tại Ấn Độ. Mặc dù vậy, hiện nó chỉ còn đứng thứ ba. Nguồn cá từ sông có ý nghĩa quan trọng với kinh tế địa phương.
Thung lũng sông Hooghly là vùng kinh tế quan trọng nhất của Bengal xưa kia. Do sự suy giảm của ngành công nghiệp đay, ngành kinh tế chính của khu vực, vùng đã mất đi vị thế song vẫn là một tỏng những vùng công nghiệp lớn nhất tại Ấn Độ. Ngoại trừ Kolkata và Howrah khu vực bao gồm các thành phố nhỏ của vùng Đại đô thị Kolkata.